# 机场路 (广州)
机场路位于中华人民共和国广东省广州市白云区，是广州市市区北部一条呈南北走向的主干道。其南接三元里大道路口，与解放北路相接，跨广园路，沿旧白云机场西侧往延伸至广花一路与鹤龙一路路口，全长6.8公里，宽50米。

## 公共交通
- 广州地铁11号线梓元岗站
- 广州地铁12号线新市墟站

均在鄰近机场路位置設有出口。